# Richard Disch
Richard Disch (* 21. April 1887 in Rees; † 25. Juni 1949 in Steele) war ein deutscher Kommunalpolitiker und Jurist.

## Leben und Beruf
Richard Disch wurde als Sohn eines Speditionskaufmanns geboren. Er besuchte das Gymnasium Thomaeum in Kempen und machte das Abitur. Im Anschluss studierte er Rechtswissenschaften. Im Jahr 1910 war Disch als Gerichtsreferendar tätig.
Im Ersten Weltkrieg war er Kompanie- bzw. Bataillonsführer. Danach machte Disch 1919 das Examen als Gerichtsassessor. Ab 1. September des Jahres war er als juristischer Hilfsarbeiter bei der Stadtverwaltung Emmerich am Rhein tätig.
Am 3. September 1920 wurde Richard Disch zum Beigeordneten der Stadt Emmerich gewählt und am 13. November des Jahres in sein Amt eingeführt.
Zum Bürgermeister der damaligen Stadt Steele wurde Disch am 5. Januar 1923 für zwölf Jahre gewählt. Er löste damit seinen Vorgänger Bernhard Schulz ab. Nach der Eingemeindung von Steele zur Stadt Essen 1929 wurde er zunächst Leiter der Verwaltungsstelle Steele, bis er am 31. März 1934 in den Ruhestand ging. Doch er arbeitete danach weiter als Rechtsanwalt und Notar in Steele. Nach seinem Tod 1949 wurde  er auf dem Laurentiusfriedhof in Steele beigesetzt.
1952 wurde in Steele die Dischstraße nach Richard Disch benannt, dem 14. und letzten Bürgermeister der Stadt Steele.